# Belgorodsky (huyện)

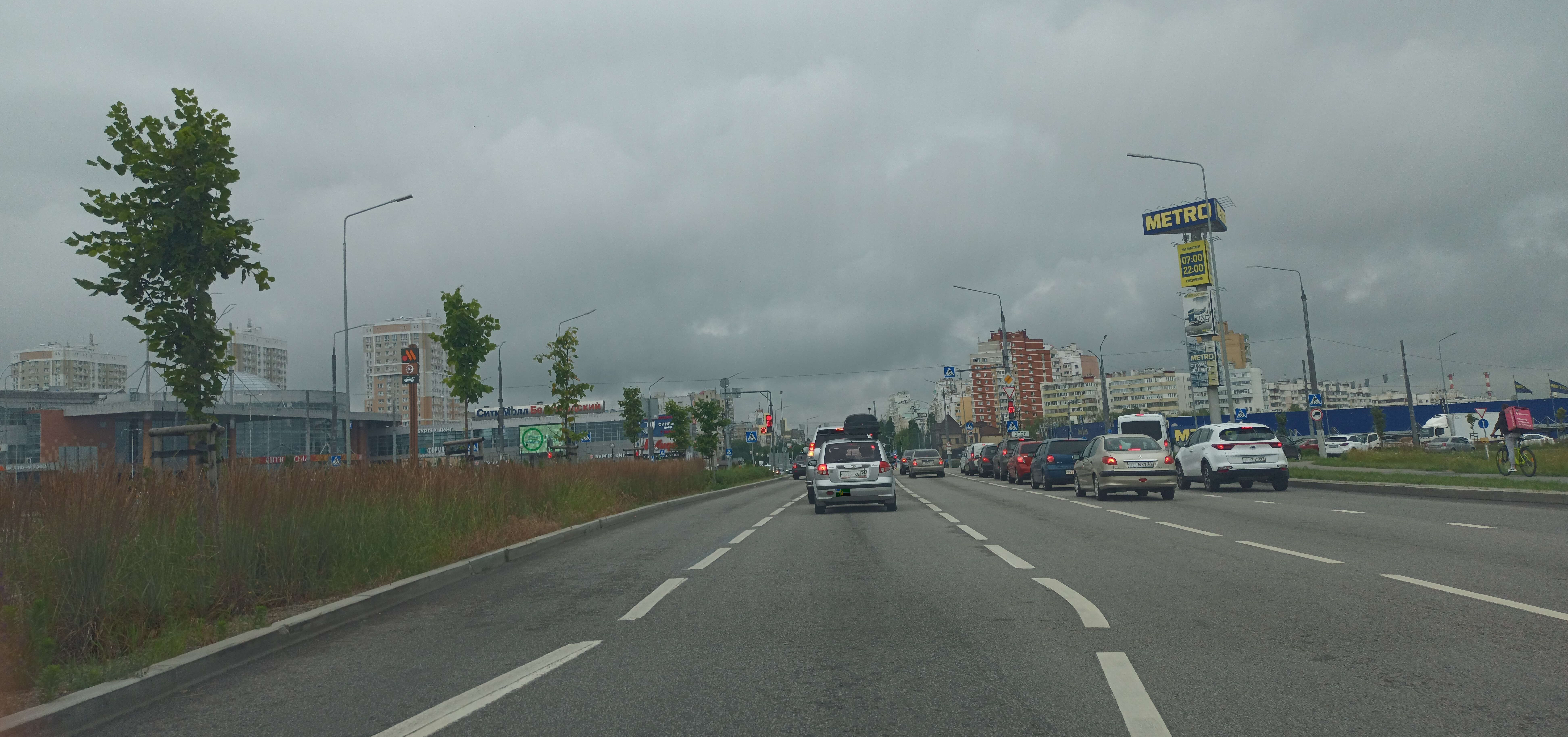
Ảnh về Belgorod

Huyện Belgorodsky (tiếng Nga: ? райо́н) là một huyện hành chính tự quản (raion), của Tỉnh Belgorod, Nga. Huyện có diện tích 1515 kilômét vuông. Trung tâm của huyện đóng ở Belgorod.